# Ruud Verhappen
Ruud Verhappen (Helmond, 18 oktober 1982) is een voormalig Nederlands profvoetballer die tussen 1999 tot 2003 deel uitmaakte van de eerste selectie van VVV. Hij speelde als verdediger.
Nadat hij bij de amateurs van Stiphout Vooruit werd weggeplukt, doorliep Verhappen de jeugdopleiding van VVV. Daar debuteerde hij op 17-jarige leeftijd in het eerste elftal, als invaller voor Boy Seijkens tijdens de thuiswedstrijd op 11 maart 2000 tegen FC Groningen (1-0 winst).
Enkele maanden later tekende de verdediger een contract voor drie jaar bij de Venlose eerstedivisionist. Die verbintenis werd niet verlengd en Verhappen vervolgde zijn voetballoopbaan bij de amateurs van RKSV Schijndel. Na één jaar bij SV Venray vertrok hij naar VV Geldrop.

## Statistieken
| Seizoen         | Club            | Competitie      | Competitie | Competitie | Beker | Beker | Nacompetitie | Nacompetitie | Totaal | Totaal |
| Seizoen         | Club            | Competitie      | Wed.       | Dlp.       | Wed.  | Dlp.  | Wed.         | Dlp.         | Wed.   | Dlp.   |
| --------------- | --------------- | --------------- | ---------- | ---------- | ----- | ----- | ------------ | ------------ | ------ | ------ |
| 1999/00         | VVV             | Eerste divisie  | 2          | 0          | 0     | 0     | —            | —            | 2      | 0      |
| 2000/01         | VVV             | Eerste divisie  | 16         | 0          | 2     | 0     | —            | —            | 18     | 0      |
| 2001/02         | VVV             | Eerste divisie  | 30         | 0          | 4     | 0     | —            | —            | 34     | 0      |
| 2002/03         | VVV             | Eerste divisie  | 17         | 0          | 4     | 0     | —            | —            | 21     | 0      |
| Carrière totaal | Carrière totaal | Carrière totaal | 65         | 0          | 10    | 0     | 0            | 0            | 75     | 0      |